# Tmarus atypicus
Tmarus atypicus är en spindelart som beskrevs av Cândido Firmino de Mello-Leitão 1929. 
Tmarus atypicus ingår i släktet Tmarus och familjen krabbspindlar. Inga underarter finns listade i Catalogue of Life.